# After Sex アフターセックス
『After Sex アフターセックス』（英：After Sex）は、2007年に製作されたアメリカ映画。日本では劇場未公開。

## キャスト
- カット：ゾーイ・サルダナ
- アランナ：タリン・マニング
- デヴィッド：キーア・オドネル
- ジョルディ：エマニュエル・シュリーキー
- ジーン：ジョン・ウィザースプーン
- トゥルーディー：ジャネット・オコナー
- クリストファー：マーク・ブルカス
- レズリー：チャリティ・シェイ
- ボブ：ジェームズ・デベロ
- ニール：ティム・シャープ
- ニッキー：ミラ・クニス
- サム：デイヴ・フランコ
- タリー・エリザベス・マーストン
- マルコ：ホセ・パブロ・カンティージョ
- ジェイ：ノエル・フィッシャー
- ジャネット：ジェーン・シーモア
- タンク・シャーデー